# Caryothraustes
Caryothraustes là một chi chim trong họ Cardinalidae.